# Zygmunt Hanusik
Zygmunt Józef Hanusik (ur. 28 lutego 1945 w Wartogłowcu, zm. 4 marca 2021 w Katowicach) – polski kolarz, trener, olimpijczyk z Meksyku 1968.
Początkowo grał w piłkę nożną w A-klasowej Czułowiance Tychy. W latach 1960–1978, reprezentował barwy klubu Górnik Lędziny. Karierę zakończył w Polonii Łaziska Górne. Po zakończeniu kariery był radnym w Tychach.

## Osiągnięcia sportowe
Wyścig Pokoju:
- 1968 – 6. miejsce indywidualnie w klasyfikacji generalnej, 1. w drużynowej,
- 1969 – 17. miejsce indywidualnie w klasyfikacji generalnej, 3. w drużynowej,
- 1970 – 3. miejsce indywidualnie w klasyfikacji generalnej, 1. w drużynowej,
- 1972 – nie ukończył.

Mistrzostwa świata w indywidualnym wyścigu szosowym ze startu wspólnego:
- 1971 – 11. miejsce,
- 1973 – 16. miejsce.

Mistrzostwa Polski w kolarstwie szosowym – wyścig ze startu wspólnego:
- 1970 – Mistrz Polski,
- 1972 – brązowy medalista.

Tour de Pologne:
- 1965 – 4. miejsce w klasyfikacji generalnej,
- 1966 – 4. miejsce,
- 1967 – 4. miejsce,
- 1969 – 2. miejsce,
- 1970,
- 1971 – 7. miejsce.

Zwycięzca Wyścigu Dookoła Algierii w 1970 i Tour du Loir et Cher w 1972. W 1971 zajął drugie miejsca w klasyfikacji generalnej wyścigu Dookoła Bułgarii i w wyścigu o Wielką Nagrodę Annaby.
Na igrzyskach olimpijskich w 1968 wystartował w wyścigu szosowym ze startu wspólnego zajmując 62. miejsce mimo udziału w kraksie.
W szpitalu w katowickim Ochojcu zmarł na zawał serca.